# Ministerstwo Handlu Zagranicznego (1949–1974)
Ministerstwo Handlu Zagranicznego – polskie ministerstwo istniejące w latach 1949–1974, powołane z zadaniem działania w zakresie kierowania i nadzorowania jednostek gospodarczych w sferze obrotu zagranicznego. Minister był członkiem Rady Ministrów.
Ministerstwo miało siedzibę przy ulicy Wiejskiej 10 w Warszawie.

## Ustanowienie urzędu
Na podstawie ustawy z 1949 r. o zmianie organizacji naczelnych władz gospodarki narodowej, zniesiono urząd Ministra Przemysłu i Handlu i utworzono urząd Ministra Handlu Zagranicznego obok takich urzędów jak: Ministerstwa Górnictwa i Energetyki, Ministra Przemysłu Ciężkiego, Ministra Przemysłu Rolnego i Spożywczego, Ministerstwa Przemysłu Lekkiego i Ministra Handlu Wewnętrznego.

## Ministrowie
- Tadeusz Gede (1949–1952)
- Konstanty Dąbrowski (1952–1956)
- Witold Trąmpczyński (1956–1968)
- Janusz Burakiewicz (1969–1971)
- Kazimierz Olszewski (1971–1972)
- Tadeusz Olechowski (1972–1974)

## Zakres działania urzędu
Na podstawie uchwały Rady Ministrów z 1949 r. do zakresu działania Ministra Handlu Zagranicznego należały wszystkie sprawy handlu zagranicznego, a w szczególności:
- planowanie gospodarcze i finansowe w dziedzinie handlu zagranicznego;
- prowadzenie rokowań i przygotowywanie międzynarodowych umów w dziedzinie obrotu towarowego z zagranicą oraz nadzorowanie ich wykonania;
- regulowanie obrotu towarowego z zagranicą i dokonywanie rozliczeń z tego obrotu;
- kierowanie przedsiębiorstwami handlu zagranicznego: państwowymi, państwowo-spółdzielczymi i pozostającymi pod zarządem państwowym oraz kierowanie i nadzorowanie działalności w zakresie handlu zagranicznego innych przedsiębiorstw;
- nadzorowanie i ustalanie kierunku działalności central spółdzielni, central spółdzielczo-państwowych oraz spółdzielni w zakresie handlu zagranicznego;
- nadzorowanie działalności kupieckich organizacji i instytucji w zakresie handlu zagranicznego;
- realizacja polityki państwowej w stosunku do prywatnych przedsiębiorstw w zakresie handlu zagranicznego;
- organizowanie i nadzorowanie za granicą placówek handlu zagranicznego oraz wyznaczanie radców handlowych, attaches handlowych i innych przedstawicieli w sprawach handlu zagranicznego;
- nadawanie uprawnień do wykonywania czynności handlu zagranicznego;
- sprawy techniki handlu zagranicznego, standaryzacji i norm w obrocie z zagranicą;
- sprawy wystaw i targów w dziedzinie handlu zagranicznego;
- arbitraż w sprawach majątkowych między przedsiębiorstwami i instytucjami w zakresie handlu zagranicznego;
- organizowanie badań naukowych, publikacje wydawnictw oraz nadzorowanie instytucji naukowo-badawczych.

## Zniesienie urzędu
Na podstawie ustawy z 1974 r. zniesiono urząd Ministra Handlu Zagranicznego i utworzono urząd Ministra Handlu Zagranicznego i Gospodarki Morskiej poprzez połączenie z urzędem Ministra Żeglugi.